# Armija
Armija (od lat. armata, eng. army, fr. armée, njem. Armee, rus. армия), najviša operativna formacija kopnene vojske (KoV) ili ratnog zrakoplovstva (RZ), sastavljena od korpusa ili divizija, koja, po pravilu, djeluje posebnim operacijskim pravcem ili na zasebnom bojištu. Naziv armija upotrebljava se i kao sinonim za oružane snage u cjelini, ili samo za kopnenu vojsku, a negdje kao opći pojam za KoV i RZ. U Francuskoj, npr., armijom se označavaju grane oružanih snaga (KoV — armée de terre, RZ — armée de air, RM armée de mer). Naziv armija upotrebljen je, najprije, u mornarici, na prijelazu sa srednjeg na novi vijek (armata, armada), za veći skup ratnih brodova, a kasnije se taj naziv prenosi i na KoV.

## Početni razvoj do Francuske revolucije
Kao najviše operativne Formacije kopnene vojske, armije se prvi put javljaju u francuskim revolucionarnim ratovima. Do tog perioda o njima, kao združenim i posebno organiziranim formacijama, ne može se govoriti, iako se neki elementi uočavaju još u vojskama starog vijeka, posebno u Grka i Rimljana. Pri kraju Republike (1. stoljeće pr. Kr.), oružane snage Rima bile su, npr., raščlanjene u samostalne vojne formacije krupnijeg sastava, s tim što je svaka grupacija imala posebne dijelove; tehničke jedinice (fabre), prijevoz, opskrbne organe, radionice, bolnice i dr. Slična organizacijska struktura zapaža se i kasnije, u srednjem vijeku, u Turaka Osmanlija i od početka 18. stoljeća u nekim europskim zemljama. Sredinom 18. stoljeća pješaštvo i konjica počinju da se dijeliti na divizije, a u to vrijeme javljaju se prvi put i pojmovi blokadna i deblokadna armija. Prva je opsađivala utvrde (raspolagala je jakom opsadnim topništvom i inženjerijom), a deblokadna ih je oslobađala. Sve to, međutim, nisu još uvijek združene formacije, osposobljene za samostalna djelovanja na posebnim operacijskim pravcima ili na zasebnom bojištu. Naziv armija gotovo je svuda sinonim za vojsku u cjelinu. Uvjete za pojavu armija, kao velikih operativnih jedinica, mogle su donijeti samo duboke strukturalne promjene u organizaciji vojne sile. Njih je donijela tek Francuska revolucija.

## Francuska revolucija i Napoleonovi ratovi
Dekretom Konventa o općem novačenju (kolovoz 1793.), Francuska je podigla na oružje nekoliko stotina tisuća ljudi (Levée en masse), i već u siječnju 1794. njeno brojno stanje iznosilo je oko 800,000 vojnika. Tako ogromna masa nije se više mogla zbiti u stare organizacijske okvire. Stoga je trebalo pronaći nove oblike vojne organizacije, koji će omogućiti njihovo najsvrsishodnije korištenje, jer je, inače, prijetila opasnost da se taj ljudski potencijal izgubi u općem kaosu. Rješenje je nađeno u formiranju armija. U kratko je vrijeme je osnovano je 11 armija, od kojih je svaka držala određeni dio bojišnice i po njemu se i nazivala (Sjeverna, Ardenska, Moselleska, Rajnska, Alpska armija i sl.). Brojno stanje zavisilo im je od važnosti bojišta (od 22,000 do 245,000). Svaka od njih dijelila se na divizije, a u okviru divizije bile su 2–3 brigade, 2 bitnice i nešto konjice. Pokretljivost im je povećana, jer su sa skladišnog sustava opskrbe prešle na opskrbu rekvizicijom (na licu mjesta), čime je nestala i potreba za glomaznim transportnim kolonama kakve su do tada postojale. U sferi strategije, međutim, stvaranje armije nije unijelo veće promjene. Gotovo su sve razvučene na širokim bojištima (da bi branile sve), dijele se, kao i ranije, na centar, krila i pričuvu i sl.
Kako zapovjednici armija nisu bili u stanju neposredno upravljati velikim brojem divizija (u sastavu Rajnske armije bilo je, npr., 17 divizija), Napoleon, 1800., formira armije s improviziranim korpusima, a kasnije i tzv. Veliku armiju (Grande armée) s organskim armijskim korpusima (corps d'armée). Pred pohod na Rusiju 1812. Velika armija ima 11 korpusa, pored Garde, Konjičke pričuve, Austrijskog i Pruskog korpusa — ukupno oko 600,000 ljudi.
Za upravljanje tako brojnom silom, Napoleon formira i veliki stožer (oko 350 ljudi) s načelnikom stožera (major général) na čelu, i organima za zapovijedanje rodovima, pričuvom i dr. Pošto stvarna brojnost Velike armije, prelazila materijalne mogućnosti, Napoleon Bonaparte je dijeli na glavnu i dvije pomoćne. Rusi, također, dijele svoju vojsku na tri armije. Tada se prvi put pojavljuju armije kao operativne jedinice u okviru veće cjeline, a nešto kasnije i zasebne armije na istom bojištu, npr. kod Leipziga.
U teoriji i praksi tog vremena armije se još uvijek ne smatraju najvišim operativno-strateškim formacijama. Carl von Clausewitz smatra da su to korpusi, a i Engels kasnije piše o korpusima kao najvišim operativnim grupacijama. Tek nekoliko desetljeća kasnije, kad su razvoj proizvodnih snaga i povećanje broja stanovnika stvorili uvjete za mobiliziranje, opremanje i naoružavanje znatno većeg broja ljudi, i kad su parnim strojem i električnom energijom izvršene revolucionarne promjene u načinu proizvodnje (prelaskom s manufakturnog na strojno) uvjeti za konačno oblikovanje armija kao najviših operativnih grupacija postaju imperativ vremena.

## Od Prusko-austrijskog rata do Prvog svjetskog rata
U Prusko-austrijski rat, Helmut von Moltke podiže tri armije (1, 2. i Lapsku armiju), a u Francusko-pruskom ratu Nijemci imaju tri, a Francuzi dvije. Od tada se armije osnivaju u mnogim zemljama kao najviša operativna formacija (negdje se naziva i strateškom jedinicom). Praksa je, naime, pokazala da se s više od pet korpusa ne može neposredno zapovijedati. Zbog toga se iz pruske 2. armije (koja je imala 7 korpusa) izdvaja dio snaga od kojih se osniva Maaska armija, a u Rusko-turskom ratu (1877. – 1878.) ruska Dunavska armija od 6 korpusa dijeli se na odrede.
U to vrijeme armije imaju, obično, 2–5 korpusa i 1–2 konjičke divizije, dok su korpusi jačine do 2 divizije. Brojno stanje armije iznosilo je 80,000–200,000 ljudi, razvijale su se na frontu od 15 do 20 km, opskrbu su osiguravali korpusi, a zapovijedanje je bilo olakšano postojanjem relativno dobro obrazovanih stožera i već razvijenom službom veze.
Nazivi armija određuju se prema ulozi koju imaju (operativne, opsadne, rezervne i sl.), zadatku koji obavljaju (glavne, pomoćne), operacijskoj zoni (Rajnska, Dunavska, Balkanska), uzajamnom geografskom položaju (sjeverna, južna), ili prema imenu zapovjednika — Burbakijeva, Kuropatkinova i sl.
Na prijelazu s 19. na 20. stoljeće armija je kao najviša operativna jedinica već potpuno potvrđena. Prema ratnom planu iz 1900. Rusija predviđa formiranje 6 armija, u Prvi svjetski rat ulazi s 9, a već 1916. ima ih 13. Njemačka u rat ulazi s 8, a kraj rata dočekuje s 15 armija, Francuska ulazi u rat s 5, a 1918. ima 10 armija.
U nekim državama armije nisu imale u svom sastavu korpuse, već divizije, ali su one bile brojno jače i osposobljene za samostalna djelovanja. U bici kod Mukdena japanska 1. i 2. armija imale su, npr., po 3 pješačke divizije (pd) i 3 brigade (br), 3. armija — 2 pd i 3 br, a 4. armija — 4. pd i 1 konjička divizija (kd). Armije srpske vojske bile su, također, sastavljene neposredno od divizija, a isto tako i bugarske armije (divizije bugarskih armija imale su i do 35,000 vojnika). U miru, međutim, armije kao organizacijske formacije, nisu postojale. Srbija je, npr., imala samo divizijske oblasne komande, a u Francuskoj su budući zapovjednici armija određivani još u miru, i djelovali su u funkciji tzv. armijskih inspektora kao članovi Vrhovnog ratnog vijeća (Conseil supérieur de la guerre). Za vrijeme mobilizacije njihovi mali stožeri prerastali su u armijske stožere.

## Prvi svjetski rat
U Prvom svjetskom ratu armije su gotovo u svim zemljama zadržane kao najviše operativno-strateške formacije. Sastojale su se od korpusa ili divizija, s tim što su korpus, odnosno divizija smatrani kao najviše operativno-taktičke jedinice. Francuske armije imale su po 3–5 korpusa, 1–2 kd i 1–3 rezervne pd, ruske armije bile su jačine 3–5 korpusa, 1–7 rezervnih pd i 4–5 kd, a njemačke armije — 3–5 armijskih korpusa i 1–5 landwehrskih brigada. Korpusi su bili, pretežno, tipskog sastava: 2 pd, 1 kd, 1–3 topnička diviziona. Pošto je broj armija bio veliki, a mogućnosti neposrednog zapovijedanja njima ograničene, u ruskoj vojsci se 1914. stvaraju bojišta — Sjeverozapadno (prema Njemačkoj) i Jugozapadni (prema Austro-Ugarskoj), svaki s posebnim zapovjedništvom. Za Rusima ubrzo polaze i druge velike sile, dajući novoj jedinici naziv grupa armija.
Sve armije, međutim, nisu uključene u bojišnice grupe armija. Na odvojenim operacijskim pravcima i dalje su djelovale samostalne armije pod neposrednim zapovjedništvom vrhovnih zapovjedništava. Od toga da li je bila u sastavu bojišnice (grupe armija) ili samostalna, zavisila je i struktura armije, njezin sastav i dr. U pozicijskom periodu rata struktura armija se mijenjala u skladu s novom ulogom koju dobivaju. Povećan je broj divizija u korpusu (na 4–6), u diviziji je broj pukovnija smanjen s 4 na 3, u njemačkoj vojsci korpusi su preimenovani u grupe, od kojih svaka odgovara za određeni odsjek bojišta. Grupe su mogle u cjelini preći iz jedne u drugu armiju. Do krupnih promjena dolazi naročito u strukturi rodova i službi.

#### Konjica
Konjičke jedinice, koje su u početku bile u organskom sastavu armije (od diviziona do brigade) za taktičko izviđanje i osiguranje, restrukturirane su (zbog velikih gubitaka koje su trpjele od vatre pješačkog oružja) u pješačke jedinice. Kao samostalne formacije ostale su jedino na istočnom bojištu gdje su uvjeti za upotrebu bili povoljniji.

#### Topništvo
Topništvo izrasta u jedan od najznačajnijih rodova. Do 1916. priključivano je, po pravilu, korpusima, a od tada se počinje upotrebljavati kao snažno sredstvo za manevar zapovjednika armija. Porast broja oružja u okviru armije, povećanje dometa (12–20 km), veliki kalibri (topovi 100–240 mm, haubice 105–155 mm, merzeri 220–240 mm), uvođenje automobilske vuče za topnička oružja i dr. — sve je to doprinijelo da uloga topništva postane znatno veća. Jačina armijskog topništva varirala je od diviziona do brigade, ali je za izvršavanje posebnih zadataka vrhovno zapovjedništvo dodjeljivalo armijama veći broj vlastitih topničkih jedinica.

#### Zrakoplovstvo
Početkom rata u organskom sastavu armija pojavljuje se i zrakoplovstvo. Obim njenih zadataka, u početku, bio je ograničen na izviđanje i mitraljiranje neprijatelja, ali s povećanjem broja zrakoplovnih jedinica i usavršavanjem tipova zrakoplova, zrakoplovstvo preuzima i znatno složenije zadatke. Zaštita vlastitih jedinica od djelovanja iz zraka, djelovanja u pozadini neprijatelja i dr.

#### Inženjerija i veza
Funkcije inženjerije postaju, također, složenije, naročito u vezi s izvođenjem radova. Osim pionirskih, pontonirskih i reflektorskih jedinica, u svim armijama povećan je broj građevinskih jedinica radi izgradnje puteva, mostova i pruga. Borbene zadatke inženjerija preuzima samo pri forsiranju rijeka i u opsadi tvrđava. U većini armija u sastavu inženjerije su i jedinice veze (u vojsci SAD-a su već samostalan rod), organi za eksploataciju željeznica, maskirne jedinice i dr. Od jedinica veze armije su u početku imale telegrafsko-telefonsko odjeljenje — satnija, ali se u ratu broj tih jedinica naglo povećao, organizacijski su se odvojile žične od bežičnih jedinica, posebno je razvijen sistem radio-veza i sl.

#### Oklopništvo
Iako su se tenkovske (oklopne) jedinice pojavile tek za vrijeme rata, i to samo na zapadnom bojištu, i njihova pojava je, također, uticala na strukturu armija. Pridavano im je od nekoliko bataljona do nekoliko pukovnija (do 350) tenkova, s tim što su armije dodjeljivale tenkove korpusima i divizijama na težištu borbe.

#### Pozadinske službe
Do krupnih promjena došlo je naročito u funkcioniranju pozadinskih službi. Broj pozadinskih organa povećan je u svim vojskama. Svaka armija je, po pravilu, raspolagala jednom željezničkom prugom za opskrbu i evakuaciju. U prostorima armijske pozadine oformljuju se iskrcajne stanice, skladišta, radionice, sanitetske i veterinarske ustanove, u pojedinim pozadinskim službama povećava se broj stručnih jedinica i sl.

### Oktobarska revolucija
U oktobarskoj socijalističkoj revoluciji stvorene su i prve armije proleterske oružane sile. One su bile sastavljene neposredno od divizija (3–6 streljačkih i do 2 konjičke). Po broju ljudstva, divizije su bile ravne korpusima. U to vrijeme u Rusiji se javljaju i novi tipovi armija — konjičke, rezervne, radne. Konjička armija imala je 4 divizije (oko 16,500 sablji, 48 topova, 362 mitraljeza, 5 oklopnih vozila, 15 zrakoplova, 27,000 konja), rezervna armija objedinjavala je rezervne i dopunske jedinice, a radna armija formirana je poslije građanskog rata od ljudstva operativnih jedinica radi obnove prometa i gospodarstva.

## Drugi svjetski rat
U Drugom svjetskom ratu funkcije armije ostaju slične kao i u Prvom svjetskom ratu, ali im je unutrašnja struktura bitno izmijenjena. One su zadržale obilježja osnovnih operativnih jedinica, bilo da su djelovale u okviru bojišta (grupe armija) ili samostalno. U literaturi zapadnih zemalja armije su, doduše, nazivane i taktičkim, a grupe armija strateškim jedinicama ( jer je usvojena dvojna podjela ratne vještine na stratešku i taktičku), ali, u praksi, i ovdje su armije stvarno imale operativnu funkciju, jer djelovale na zasebnim operacijskim pravcima.
Broj armija mobiliziranih u Drugom svjetskom ratu neusporedivo je povećan u odnosu, na sve ranije ratove. Francuska je 1940. imala spremih 10 armija, u SSSR-u je u ratu formirano 60 armija (ne računajući oklopne i zrakoplovne), Njemačka je imala 17, SAD 10, a Japan 13 armija. Jugoslavenska kraljevska vojska je, također, mobilizirala 8 armija.
Iako su mnoge od zaraćenih strana ušle u rat s usvojenom koncepcijom o unutrašnjoj strukturi armije, u ratu se došlo do zaključka da sastav i organizacijska struktura armije zavise od zadatka koji im je namijenjen, kapaciteta operativnog pravca, mogućnosti višeg zapovjedništva u pogledu njihovog ojačavanja i sl. To gledište prihvatili su i u SAD-u, koje su ušle u rat s tipskim armijama i korpusima.
U lipnju 1941. sovjetske armije bile su sastavljene, npr., od korpusa, ali su već sredinom srpnja korpusi rasformirani (armije su se sastojale od 4 do 6 pd i jedinica potpore), da bi se ponovno formirali u proljeće 1943. Od tada do kraja rata u sastavu armije bila su 2–3 streljačka korpusa. Jačina pojedinih armija zavisila je od zadatka koji im je postavljen, ali i od materijalnih mogućnosti. Tako je, npr., 30. armija krajem 1941. imala 72,000 ljudi, 303 topničkog oružja i minobacača, 77 protutenkovskih (pt) i 25 protuavionskih (pa) topova, 19 kaćuša i 21 tenk, a u operaciji Iskra 1944. 1. gardijska armija imala je 136,000 ljudi, 2652 topničkog oružja i minobacača, 468 pt i 255 pa topova, 144 kaćuše i 615 tenkova. Slične primjere navode gotovo svi sovjetski zapovjednici iz Drugog svjetskog rata u svojim memoarima, naglašavajući da se sastav armije mijenjao iz jedne u drugu operaciju, te da su pojedine armije krajem 1944. i u 1945. bile jače po ljudstvu i tehnici nego čitave bojišnice krajem 1941. Do istog principa držale su i anglo-američke snage poslije iskrcavanja u Normandiji i u operacijama kroz Francusku i Njemačku. Za razliku od drugih, u SSSR-u su uvedeni od druge polovice 1942. i novi nazivi armija — opće vojna, gardijska, udarna. U opće vojnim su osnovnu snagu činili pješaštvo i topništvo, a počasni naziv gardijske i udarne dodjeljivan je za izuzetne uspjehe u borbi.
Druga značajna karakteristika armija iz tog perioda je znatno veća integracija rodova u armijskoj strukturi i njihovo brojčano jačanje.

#### Topništvo
Topništvo postaje jedan od najznačajnijih rodova, i zajedno s oklopnim jedinicama i u suradnji sa zrakoplovstvom, udarna oštrica armije. U sastavu armije broj topničkih jedinica znatno je povećan u odnosu na Prvi svjetski rat, a u većim operacijama 1944. i 1945. broj topničkog oružja na kilometar bojišnice povećan je za 5–10 puta u usporedbi s 1941. U Iași-Kišinjevskoj ofenzivi gustoća topničkog oružja na kilometar bojišnice sovjetskog topništva iznosila je 13–25 oružja, a u Bitci za Berlin prosječna gustoća bila od 200 do 250 oružja na kilometar bojišnice. Kako je formacijsko topništvo u sastavu armije često bila nedovoljno za izvršenje zadataka, armije su ojačavane topničkim jedinicama iz pričuve Vrhovnog zapovjedništva (VZ), naročito pri proboju utvrđenih linija. Sovjetske opće vojne armije do ljeta 1944. nisu raspolagale formacijskim topništvom, a tada dobivaju oko 4 pukovnije (topovska, minobacačka, protutenkovska i protuzrakoplovna), s tim što su i dalje za izvršenje težih zadataka ojačavane topništvom VZ (jednom ili više topničkih. divizija ili korpusa).

#### Protuzrakoplovno topništvo
Protuzrakoplovno topništvo postaje, također, značajan element u organizacijskoj strukturi armije, s obzirom na razvoj i ulogu zrakoplovstva. Broj protuzračnih (pz) jedinica povećan je od 2 do 3 diviziona na nekoliko pukovnija, a u nekim armijama formirane su i više jedinice (u SAD-u protuzrakoplovne brigade, a u Njemačkoj i divizije). U sastavu armijskih pz jedinica nalazili su se, pretežno srednji i veći kalibri prislušni uređaji, reflektori i radari, a za važnije zadatke armijama su dodjeljivane i dopunske pz jedinice iz pričuve VZ-a.

#### Inženjerija i veza
Od jedinica inženjerije i veze armije, su, obično, imale do dvije pukovnije inženjerije i 1–2 veze, a upotrebljavale su ih, pretežno, centralizirano, na težištu (glavnom pravcu) djelovanja. Sovjetske armije dobile su formacijsku inženjerijsku brigadu 1944., do tada im je inženjerija pridodavana iz pričuve bojišnice ili VZ-a. Inženjerijske jedinice, osim uređivanja zapovjednih mjesta, korištene su, najčešće, za podizanje mostova, održavanje značajnijih operativnih komunikacija, veća razminiranja i sl., zbog čega su raspolagale brojnom mehanizacijom i odgovarajućim ljudstvom. U drugoj polovici rata integrirane su u njihov sastav i kemijske jedinice (bojne), koji su, u početku, formirani gotovo u svim armijama za zaštitu vojnika od djelovanja bojnih otrova. Pošto do upotrebe bojnih otrova nije došlo (osim sporadično), te su jedinice preformirane ili su ušle u sastav inženjerije.

#### Oklopništvo
Najveće promjene nastale su, međutim, u sastavu oklopnih postrojbi i njihovom mjestu u armijskoj strukturi. Ogroman porast broja oklopnih jedinica, kao i pojava novih vrsta i tipova tenkova te drugih oklopnih vozila, uvjetovao je ne samo usvajanje mnogih organizacijskih promjena u strukturi armije, već i novih doktrinarnih rješenja u pogledu funkcioniranja i uloge pojedinih grana i rodova.
Već u agresiji na Poljsku, Nijemci su uključili oklopne divizije u sastav pojedinih armija, što im je omogućilo da izvode brze prodore i dvostruke obuhvatne manevre. Isti princip primjenjuju i 1940. u operacijama na zapadnom bojištu. Za razliku od njih, Francuzi pridaju armijama lake mehanizirane divizije te pojedine tenkovske pukovnije, ali ih ne koriste kao udarne grupacije, već za neposrednu podršku pješačkim divizijama i obranu pojedinih objekata. U Crvenoj armiji, međutim, broj oklopnih postrojbi u armiji mijenjao se u ratu paralelno s razvojem događaja na bojištu i kvantitativnim promjenama na području ratne privrede. U prvim tjednima operacija u sastavu svake armije nalazio se i mehanizirani korpus, ali su već krajem srpnja 1941. korpusi rasformirani, a umjesto njih oformljen je tenkovska pukovnija ili brigada za neposrednu podršku i protuudare. Poslije Bitke za Staljingrad i konačnog prelaska u stratešku protuofenzivu, sovjetske armije dobivaju znatno veći broj oklopnih jedinica (često i do dva mehanizirana korpusa) koji, u njihovom sastavu, ostaju za duži vremenski period. Njemačke armije, međutim, ostajale su sve češće bez oklopnih jedinica, naročito poslije poraza u Bitci kod Kurska, iako je i dalje zadržan princip da se armije na važnijim odsjecima obrane ojačavaju jednom ili s više oklopnih divizija.
Za razliku od europskih vojski, u KoV-u SAD-a problem uključivanja oklopnih jedinica u opće vojne armije rješavan je na specifičan način. U početku je svakoj armiji davan 1 oklopni korpus, ali se kasnije (u napredovanju kroz sjevernu Afriku i Italiju) pokazalo da tako krupne oklopne jedinice nisu pogodne za djelovanje, korpusi su rasformirani, a umjesto njih armijskim (pješačkim) korpusima dodijeljene su 1–2 oklopne (okl.) divizije. I u britanskoj KoV armije nisu imale posebne oklopne jedinice, već su oklopne divizije ulazile u sastav korpusa.

#### Pozadinske službe
Do značajnijih promjena došlo je i u funkcioniranju pozadinskih (logističkih) službi. U Crvenoj armiji, i u vojskama Njemačke, SAD-a i Velike Britanije, korpus je gotovo u cjelini isključen pozadinsko-opskrbljujući organ, a umjesto njega armija se javlja kao najznačajniji faktor pozadinske organizacije. To je nametnulo potrebu formiranja velikog broja pozadinskih jedinica i ustanova svih vrsta (prometnih, intendantskih, automobilskih, sanitetskih, tehničkih, remontnih i dr.), jer se dostava obavljala iz armijskih u pozadinske baze (u KoV-u SAD-a nastojalo se da dostava bude čak do pukovnija). Naročito je povećan broj opskrbnih organa za streljivo i pogonsko gorivo s obzirom na ogroman utrošak te vrste materijalnih sredstava.

### Oklopna armija
Oklopna armija, kao najviša operativno-strateška grupacija oklopnih jedinica, prvi je put formirana 1940. u sklopu Wehrmachta za potrebe Bitke za Francusku, pod nazivom oklopna grupa (Panzergruppe). Ona se sastojala od tri korpusa (7 oklopnih i 3 motorizirane divizije). Broj oklopnih armija kasnije se povećava, i pred napad na SSSR, Nijemci imaju već četiri oklopne grupe (sastava 2–3 okl. korpusa), koje su u listopadu 1941. preimenovane u oklopne armije. U sastavu oklopnih armija nalazilo se i zrakoplovstvo za neposrednu podršku i izviđanje, a način njihove upotrebe bio je sličan kao i u Francuskoj.
U Crvenoj se armiji, međutim, formiranju oklopnih armija pristupilo od sredine 1942. Do tada su najviše operativne formacije oklopnih jedinica bili mehanizirani korpusi, te su rijetko upotrebljavani kao jedinstvene oklopne grupacije, već su njima ojačavane pješačke snage. Osim oklopnih, u Crvenoj armiji formirane su i tzv. mehanizirane armije, koje su se od oklopnih razlikovale time što je u njima odnos oklopnih prema pješačkim jedinicama bio 1:3–4, dok je u oklopnim taj odnos bio obrnut. Do kraja rata u Crvenoj armiji formirano je oko 10 oklopnih armija veoma jakog sastava, koje su imale izuzetnu ulogu u razbijanju njemačke vojske. Oklopne armije imale su i SAD, ali one, kao cjelina, nisu upotrebljavane na zapadnoj bojišnici, već su po dijelovima pridodavane pješačkim jedinicama.

### Zrakoplovna armija
Zrakoplovna armija, kao najviša operativna jedinica RZ, pojavljuje se pred Drugog svjetskog rata u Francuskoj i Njemačkoj. Francuske armije sastojale su se od zrakoplovnih divizija i teritorijalnih područja (zrakoplovnih zona), a u sastavu njemačkih (Luftflotte) bile su 2–3 zrakoplovne divizije jednovrsnog ili mješovitog sastava, te pozadinske jedinice i ustanove objedinjene u zapovjedništvima zrakoplovnih oblasti (Luftgaukommando). Kako su oblasti imale utjecaj nad svim pozadinskim ustanovama, zračnim lukama, poligonima, pz jedinicama i dr. — svaka zrakoplovna armija predstavljala je veoma snažnu i gotovo potpunu nezavisnu strukturu.
Osim Francuske i Njemačke, i sve druge veće zemlje (SAD, SSSR, Velika Britanija) formiraju, također, zrakoplovne armije. S obzirom na zadatke i namjenu, dijelile su se na zrakoplovne armije za suradnju s KoV-om (izvođenje zajedničkih i združenih operacija), i na armije za samostalne zračne operacije strateškog značaja. Prve su, po pravilu, surađivao (podržavale) bojišnice (grupe armija), a osnovni zadaci su im bili: borba za taktičku i operativnu prevlast u zraku, vatrena podrška i izviđanje. U svom sastavu imale su lovce, lovce-bombardere (jurišne zrakoplove), lake i srednje bombardere, izviđačke zrakoplove, zrakoplove za transport i vezu, ali je se ta struktura često mijenjana. Nijemci su, npr., u proljeće 1940. preimenovali zrakoplovne divizije u korpuse (1942. ih ponovno uvode), a sličnih promjena bilo je i kod drugih vojski. Sovjetske zrakoplovne armije imale su, načelno, 2–3 (i više) zrakoplovnih korpusa te izviđačku pukovniju. Korpusi su bili jednorodnog ili mješovitog sastava, i imali su 2–3 zrakoplovne divizije. Zrakoplovne armije SAD-a, također su povremeno mijenjale sastav. U ožujku 1941. u SAD-u su opremljene četiri armije za obranu teritorija i obuku, a u ratu je formirano još nekoliko zrakoplovnih armija na Pacifiku i u sjevernoj Africi za podršku KoV-u i RM. Najjača je bila 9. zrakoplovna armija koja je, pred invaziju, u lipnju 1944., imala oko 36,000 ljudi 1,500 zrakoplova u 29 grupa. Velika Britanija je, također, imala taktičke zrakoplovne armije, koje su se sastojale od zrakoplovnih grupa.
Drugi tip zrakoplovnih armija za izvođenje zrakoplovnih operacija strateškog značaja imale su jedino Sjedinjene Američke Države. U svom sastavu imale su 2–3 ili više krila (vingova) srednjih i teških bombardera velikog dometa, lovce daljinskog djelovanja i izviđačke zrakoplove. U sastavu 8. zrakoplovne armije u prosincu 1944. nalazilo se, oko 2,400 teških bombardera i 1,200 lovaca daljinskog djelovanja i skoro 300,000 ljudi. Za izvršavanje strateških zadataka SSSR je imao zrakoplovstvo daljinskog djelovanja, a Velika Britanija bombardersko zapovjedništvo (Bormber Command).

### Zračnodesantne i pomorskodesantne armije
Zračnodesantne i pomorskodesantne armije javljaju se, također, prvi puta u Drugom svjetskom ratu. Pod zapovjedništvom generala Lewisa Breretona, zračnodesantna armija (jačine 3.5 divizije) upotrebljena je u rujnu 1944. za osvajanje prijelaza na Rajni kod Arnhema, ali se kasnije više ne spominje. Nijemci su krajem 1944. formirali tzv. 1. padobransku armiju, ali ona, osim imena, nije imala ničega zajedničkog sa zračnodesantnom armijom, pa je i upotrebljavana kao i svaka druga armija KoV-a. Pomorskodesantne armije nazivane su američke i britanske armije koje su se koristile na Pacifiku (amer. 7. armija), u Italiji (amer. 5. i brit. 8. armija) i u Normandiji (amer. 1. i brit. 2. armija).

### Pustinjska, planinska i zaštita armija
U Drugom svjetskom ratu javljaju se i drugi tipovi armija: pustinjska, planinska, zaštitna i dr. Pustinjskim armijama nazivane su britanska 8., i njemačko-talijanska armija u sjevernoj Africi (u borbi između 1940. i 1943.). Obje su bile specijalno opremljene za djelovanje u pustinji, znatnim dijelom motorizirane, s brojnim postrojbama za opskrbu vodom i maskiranje. Planinsku armiju formirali su Nijemci u sjevernoj Finskoj od 3 korpusa (8 divizija, od kojih nekoliko planinskih) s oko 200,000 vojnika, oko 60,000 grla tegleće i tovarne stoke, i 7,000 motornih vozila. Zaštitnom armijom nazivaju se u literaturi SSSR-a snage koje su u prvim mjesecima rata 1941. vodile borbu protiv nacističkih postrojbi. U SSSR je krajem 1941. formirano više inženjerijskih (pionirskih) armija (svaka s 3–5 inž. brigada, 3–5 odreda za mehanizaciju inž. radova i 3–5 auto-traktorskih bojni) za fortifikacijsko uređenje zemljišta (raspuštene su u proljeće 1942).

### Jugoslavenske armije u Narodnooslobodilačkom ratu
U Narodnooslobodilačkom ratu u Jugoslaviji armije se pojavljuju početkom siječnja 1945., u vrijeme kad su NOV i POJ već uspostavili stabilan stratešku bojišnicu, prisiljavajući protivnika da koristi ogromne vojne snage. Međutim, iako su formalno stvorene tek početkom 1945., funkciju armija imale su ranije i operativne grupe u čijem je sastavu često bilo i nekoliko divizija.
Prva armijska grupa formirana je 15. rujna 1944., radi objedinjavanja snaga za Beogradsku operaciju; u njen sastav ušli su 1. proleterski i 12. udarni korpus. Poslije oslobođenja Beograda ova armijska grupa je rasformirana. Krajem 1944. kada su oslobođene Srbija, Makedonija, Crna Gora i Dalmacija, i uspostavljen stabilan strateška bojišnica od Drave do Jadranskog mora, na oslobođenom teritoriju izvršena je mobilizacija ljudstva i materijala. Tako su stvoreni uvjeti koji su omogućili nov skok u izgradnji NOV-a. Početkom siječnja 1945. formirane su 1., 2. i 3. armija, a 1. ožujka i 4. armija, kad je i NOV preimenovan u Jugoslavensku armiju (JA). Stožer 1. proleterskog korpusa preformiran je u Stožer 1. armije, Stožer Južne operativne grupe u Stožer 2. armije, Stožer 12. udarnog korpusa i dio Glavnog stožera Vojvodine osnovali su Stožer 3. armije, a Stožer 8. korpusa i dio Glavnog stožera Hrvatske Stožer 4. armije. Formacija je predviđala zapovjedni dio (uži dio stožera) koji su činili zapovjednik i politički komesar, načelnik stožera i načelnici operativnog, obavještajnog i organizacijskog odjela. U širi dio stožera ušle su zapovjedništva rodova (topništva, inženjerije, tenkovskih jedinica i veza) i zapovjedništvo pozadine (zapovjednik, politički komesar i načelnik stožera). U neposredni sastav armije (izvan korpusa i divizija) ušle su: topničke, tenkovske, inženjerijske i dopunske brigade i pukovnija za vezu. Formacijom nisu bili predviđeni korpusni stožeri. Divizije su bile neposredno podčinjene stožeru armije, ali stožeri onih korpusa koji su djelovali u pozadini protivnika rasformirani su tek kada su njihove divizije zbog primicanja bojišnice zauzele mjesto u borbenom rasporedu armije. Neki stožeri korpusa, koji su djelovali u dubljoj pozadini protivnika, ostali su do kraja rata pod zapovjedništvom pokrajinskih glavnih stožera. Njihova suradnja s armijama usklađivana je općim direktivama preko odgovarajućih glavnih stožera.

## Poslije Drugog svjetskog rata
Poslije Drugog svjetskog rata armije su, kao najviše operativne jedinice KoV-a i RZ-a, zadržane u oružanim snagama mnogih zemalja. Do 1950. u KoV-u su zadržani slični principi organizacije armije iz Drugog svjetskog rata, ali s povećanim brojem ljudi, vatrene moći, mehanizacije i motorizacije jedinica. Umjesto konjičkih divizija (koje su gotovo svugdje rasformirane) i klasičnih pješačkih jedinica, u armijama je povećan broj mehaniziranih i motoriziranih divizija. Međutim, preformiranje armija zavisilo je, prije svega, od materijalnih mogućnosti pojedinih zemalja. U Korejskom ratu, npr., kineske armije bile su sastavljene skoro u cjelini od pješaštva, a u sastavu 64. armije nalazila se i jedna konjička divizija. Američka 8. armija bila je, međutim, tehnički znatno nadmoćnija, što se vidi i po tome da je vatrena moć divizija SAD bila za 5–6 puta veća od kineskih i sjevernokorejskih.
Pojava i nagli razvoj raketno-nuklearnog oružja doveli su i do mnogih promjena u organizacijskoj strukturi armija i koncepcijama te njihovoj upotrebi. U SAD-u i SSSR-u uvođenje raketno-nuklearnog oružja u formaciju armije počinje već 1960. (i nešto ranije), a poslije nekoliko godina tu vrstu oružja imaju i mnoge druge zemlje (Francuska, Velika Britanija, NR Kina). Negdje su u sastavu opće vojnih armija samo taktička raketno-nuklearna sredstva (raketni bacači u topovi za upotrebu nuklearnih projektila male jačine i ograničenog dometa), a u drugim armijama postoje već i raketne jedinice operativnog značaja (domet 40–1,000 km), topničke atomske jedinice i zrakoplovne atomske bombe. Na taj način suvremene armije dobile su sredstva ogromne razorne moći, sposobna ne samo da unište neprijatelja po cijeloj dubini njegovog rasporeda, već i industrijske, ekonomske, kulturne i političke centre te objekte na velikim udaljenostima.
Uvođenje raketno-nuklearnog oružja odrazilo se na cjelokupnu strukturu armija i način njihovog djelovanja. Potpuno su izbrisane nekadašnje norme o širini i dubini operativnih zona djelovanja, o podjeli bojišta, vojišta i ratišta na front i pozadinu, o mogućnostima prodora kroz neprijateljsku obranu, o ulozi pojedinih rodova i službi i dr. U literaturi koja razmatra ta pitanja, često se ističe da suvremene mehanizirane armije s obzirom na sredstva kojima raspolažu, mogu ostvarivati za 2–3 puta dublje prodore u usporedbi s armijama iz Drugog svjetskog rata, te da su im i mogućnosti za širinu djelovanja znatno veće nego ranije. Iz toga se zaključuje da u okviru zone djelovanja jedne armije može biti više operacijskih pravaca. Uz raketno-nuklearno oružje i znatno veću podršku koju će im pružati RZ, udarna snaga motoriziranih i mehaniziranih armija povećava se do te mjere da im omogućuje ostvarivanje dubokih prodora u jednom zamahu, i znatno veću pokretljivost. Gotovo u svim zemljama prihvaćeno je gledište da suvremene armije moraju biti što pokretljivije, jer će od toga, dobrim dijelom, zavisiti i sposobnost izvršenja zadataka. Zbog toga su u armije industrijski razvijenih zemalja masovno uvedena motorna vozila (prvenstveno gusjeničari), a sve više se uvode i helikopteri. Amerikanci su, npr., za rat u Vijetnamu formirali i posebnu helikoptersku diviziju (1,600 vozila, 450 helikoptera, oko 16,000 ljudi), a o potrebi stvaranja takvih i što većeg broja zračnodesantnih jedinica, piše se sve češće u vojnoj literaturi na Zapadu i na Istoku. Iznose se mišljenja da suvremena armija, u svom sastavu, treba imati najmanje zračnodesantnu brigadu i jednu helikoptersku pukovniju.
Predviđanja o obliku eventualnih borbenih djelovanjima i o zadatcima koje će armije izvršavati, uvjetovali su i mnoge promjene u strukturi i funkciji pojedinih rodova i službi. Gotovo svim zemljama usvojeno je načelo da armije KoV-a trebaju imati što više oklopnih postrojbi, jer su one najotpornije na djelovanje nuklearnog oružja, sposobne su uspješno savladati područja radioaktivnog zračenja, veoma su pokretljive, dobro naoružane, i najpogodnije za eksploataciju efekta nuklearnih udara. O tome kakav bi trebalo biti odnos mehaniziranih i oklopnih jedinica u jednoj armiji postoje različita mišljenja, zavisno od toga radi li se o ekonomski razvijenoj ili nerazvijenoj zemlji, materijalnim mogućnostima privrede, usvojenoj doktrini i sl. Po jednima taj odnos trebalo bi biti 3:2 u korist mehaniziranih divizija, drugi smatraju da bi mogao biti 50:50, a neki da je dovoljno da svaka pješačka divizija ima tenkovsku pukovniju

#### Topništvo
Struktura i vatrena moć topništva, također je umnogome izmijenjena. Pored klasičnog topništva, čije su manevarske sposobnosti, domet, brzina gađanja i vatrene mogućnosti osjetno povećane, u većini zemalja u naoružanje armije KoV-a uvedena su i raketna oružja raznih kalibara, protutenkovske rakete, veliki broj bestrzajnih oružja i sl. Topništvo je, skoro u cijelosti, motorizirano, a upravljanje vatrom znatno je poboljšano uvođenjem elektronskih i zapovjednih računala.

#### Protuzračna obrana
U organizaciji i strukturi protuzračne obrane (PZO), uz klasična PZ oružja, uvedene su u mnogim armijama rakete zemlja-zrak, osposobljene ne samo za uništavanje zrakoplova, već i presretanje i uništavanje taktičkih raketa na malim i srednjim visinama. U armijama nekih zemalja postoje za organizaciju PZO i posebne zračne-jedinice, čiji je zadatak sigurnost zapovjednih mjesta, pričuve i sl.

#### Inženjerija, veza, nuklearno-biološko-kemijska obrana i pozadinske službe
Inženjerija, veza, nuklearno-biološko-kemijska obrana (NBKO), kao i sve pozadinske službe, dobivaju, također, znatno veću ulogu u strukturi suvremenih armija. U literaturi koja razmatra probleme funkcioniranja tih rodova i službi u uvjetima nuklearnog rata, ističe se da suvremena ratna djelovanja nameću potrebu da svaki rod i služba budu do te mjere materijalno opremljeni i kadrovski osposobljeni, da bi u najvećoj mogućnoj mjeri olakšali izvršenje zadataka koji će se postavljati armiji. Smatra se, npr. da inženjerijske jedinice trebaju u svome sastavu imati što više mehanizacije za uklanjanje ruševina i prepreka u zoni borbenih djelovanja, izgradnju puteva i fortifikacijskih objekata, da jedinice veze trebaju biti osposobljene ne samo za organizaciju zapovijedanja i suradnje, već i za tzv. elektronički rat. Postrojbe PNKBO (ranije ABKO) moraju biti integrirane u opće vojne formacije zaključno s bojnom i sl. U pogledu funkcioniranja pozadinskih službi u okviru armije, naglašavaju se posebno povećan značaj sanitetske i tehničke službe s obzirom na to da se predviđaju znatno veći gubici u ljudstvu i tehničkim materijalnim sredstvima. Da bi odgovorile ratnim zadatcima, pozadinske službe u mnogim armijama. se materijalno i kadrovski osposobljavaju (proširuje se broj organa, postrojbi i ustanova, osiguravaju se sredstva i sl.)

### Mirnodopska formacija kopnene armije
Mirnodopska formacija armije zavisi, prema tome o mnogim čimbenicima. Broj divizija i drugih jedinica u strukturi armije veoma je različit (od 3 do 12), već prema tome postoje li korpusi ili su divizije neposredno podčinjene zapovjedništvu armije. Ističe se da formacija armije treba biti što elastičnija, ali, istovremeno, da pruža u što većem obimu samostalnost za djelovanja. Zbog toga se u literaturi često ukazuje na potrebu daljnjeg integriranja svih rodova u strukturi armije da bi bila što manje zavisna od pomoći viših zapovjedništava. Kao primjer takve strukture navodi se, obično, američka 7. armija razmještena u SR Njemačkoj, u sklopu snaga NATO-a, koja u svom sastavu ima dva korpusa (3 mehanizirane i 2 oklopne divizije, i 2 oklopno-izviđačke pukovnije), samostalnu armijsku oklopno-izviđačku pukovniju, 8–10 raketnih i 30–40 diviziona poljskog topništva, brigadu PZO-a i druge pomoćne postrojbe. Opremljena je najsuvremenijim borbenim sredstvima i nuklearnim oružjem, i osposobljena za djelovanje u svim uvjetima.
Armije kopnene vojske SSSR-a su, također, veoma snažne združene formacije, opremljene različitim vrstama raketa operativno-taktičke namjene, reaktivnim topništvom, brojnim oklopnim postrojbama, protuzrakoplovnim raketama i dr. Potpuno su motorizirane i osposobljene za djelovanje i u uvjetima masovne upotrebe nuklearnog oružja.

### Zrakoplovna armija
Zrakoplovne armije zadržale su poslije Drugog svjetskog rata, SAD, SSSR i Velika Britanija. U SAD-u zrakoplovne armije dijele se na strateške, taktičke i transportne. Strateške zrakoplovne armije (strategic air force) objedinjene su pod Zapovjedništvom strateškog zrakoplovstva (Strategic Air Command), a sastav im je do sada mijenjan nekoliko puta. Sredinom pedesetih godina imale su izviđačko krilo i 2–4 zrakoplovne divizije, a početkom 1964. sastojale su se od zrakoplovnih divizija, divizija strateških projektila (strategic missile division) i strateških svemirskih divizija. Krajem 1968. sastav tih armija (2, 8. i 15) je različit: 2. armija ima 3 zrakoplovne i 2 svemirske divizije, 8. armija 4 zrakoplovne i 1 svemirsku diviziju, a 15. armija 4 svemirske divizije. Zrakoplovne divizije opremljene su bombarderima B-52 Stratofortress i B-58 te zračnim tankerima KC-135 Stratotanker, a svemirske divizije interkontinentalnim balističkim projektilima. Taktičke zrakoplovne armije mijenjale su, u više navrata, sastav; krajem 1968. svaka od njih (9., 12. i 19.) bila je drugačija (npr. 9. armija ima 4 zrakoplovne divizije lovačko-bombarderskih krila, transportna krila, izviđačka krila, krilo za obuku i dr.). Osim armija koje su u sastavu zapovjedništva strateškog i taktičkog zrakoplovstva, postoje i samostalne zrakoplovne armije za suradnju s KoV-om i RM-om, i posebne zrakoplovne armije za obranu teritorija od napada iz zraka. Ovih drugih bilo je krajem 1968. četiri, a podčinjene su Zapovjedništvu zračne obrane (Air Defense Command). Transportne zrakoplovne armije formiraju se, po potrebi, od posebnih transportnih postrojbi, a namijenjene su za transport operativno-strateškog značaja. Postoje dvije armije tog tipa (21. i 22.), a podčinjene su Zapovjedništvu zračnog transporta (Military Airlift Command).
U Sovjetskom zrakoplovstvu, prema objavljenim podacima, postoje dvije vrste zrakoplovnih armija: za podršku KoV-a i za samostalna djelovanja (zrakoplovne armije u sastavu tzv. dalekometnog zrakoplovstva —  далная авиация). Oba tipa armija sastoje se od divizija.
Velika Britanija ima samo taktičku zrakoplovnu armiju, koja je od 1965. u sastavu zrakoplovstva NATO-a. Krajem 1967. u njezinom sastavu bilo je 10 eskadrila (6 bombarderskih, 2 lovačko-bombarderska i 2 lovačka).